# Chichester Bell
Chichester Alexander Bell (1848 - 11 de marzo de 1924) fue un químico de origen irlandés vinculado a Estados Unidos y Canadá. Primo hermano de Alexander Graham Bell, contribuyó decisivamente al desarrollo de versiones mejoradas del fonógrafo.

## Semblanza

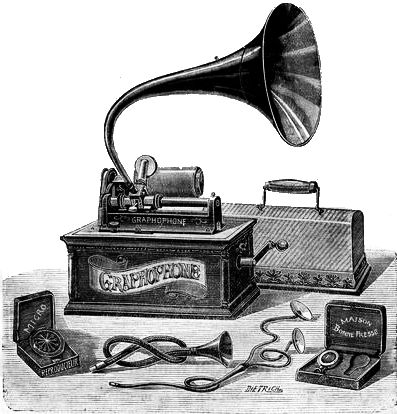
Grafófono (grabado de 1901)

Bell nació en Dublín, Irlanda en 1848, hijo del profesor David Charles Bell (1817-1903) y de Ellen Adine Highland. David Charles era hermano mayor del profesor Alexander Melville Bell, la reconocida autoridad británica en elocución y discurso.
Bell recibió su grado en Medicina Baccalaurei por la Escuela de Medicina y Cirugía del Trinity College de laUniversidad de Dublín, el 30 de junio de 1869. Antes de mudarse a Washington D. C. para unirse al Laboratorio Volta fundado por su primo Alexander Graham Bell, Chichester fue profesor asistente de química en el University College de Londres. En 1881, Chichester Bell comenzó a trabajar con Alexander y su asociado Charles Tainter para evitar los inconvenientes del fonógrafo de Thomas Edison.
Los tres hombres crearon la Asociación de los Laboratorios Volta como titular de sus patentes. Su exitoso desarrollo del grafófono llevó a la formación en febrero de 1886 de la Volta Graphophone Company de Alexandria, Virginia, dirigida por los tres socios junto con el abogado y banquero Charles B. Bell (nacido en 1858), hermano de Chichester. Mientras vivía en Washington D. C., Chichester Bell fue uno de los miembros fundadores del Capítulo de Washington de la Chemical Society.
Posteriormente regresaría al University College de Londres para continuar su investigación científica. En 1887, publicó "Vibración simpática de flujos" en las Transacciones Filosóficas de la Royal Society. También intervino en la fundación de la empresa Edison Bell, establecida el 30 de noviembre de 1892 en Londres para vender fonógrafos producidos por la Edison United Phonograph Company.
Bell recibió la Medalla John Scott del Instituto Franklin en 1900. Se casó con Antoinette Ives en 1889, en Montreal, Quebec, Canadá, y murió en Radcliffe Infirmary, St Giles, Oxford, Oxfordshire, Inglaterra, el 11 de marzo de 1924.

## Patentes
- Patente USPTO n.º 336081 Transmitter for Electric Telephone Lines, filed May 1884, issued February 1886
- Patente USPTO n.º 336082 Jet Microphone or Apparatus for Transmitting Sounds by Means of Jets, filed May 1884, issued February 1886
- Patente USPTO n.º 336083 Telephone Transmitter, Filed April 1885, issued February 1886
- Patente USPTO n.º 341212 Reproducing Sounds from Phonograph Records (without using a stylus or causing wear), filed November 1885, issued May 1886 (with Alexander Bell and Charles Tainter)
- Patente USPTO n.º 341213 Transmitting And Recording Sounds By Radiant Energy, filed November 1885, issued May 1886 (with Alexander Bell and Charles Tainter)
- Patente USPTO n.º 341214 Recording and Reproducing Speech and Other Sounds (improvements include compliant cutting head, wax surface, and constant linear velocity disk), filed June 1885, issued May 1886 (with Charles Tainter)